# Rijksakademie van beeldende kunsten

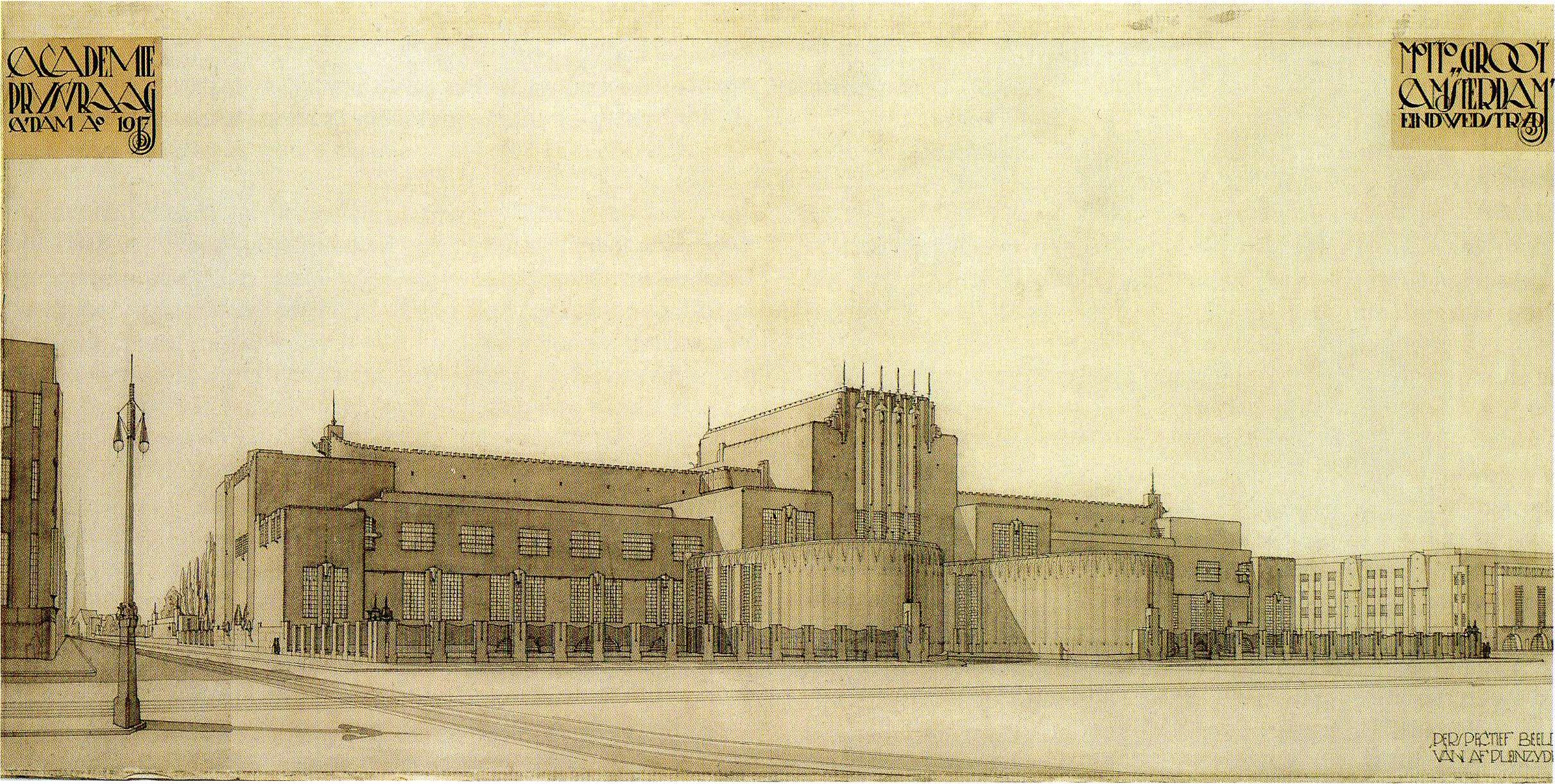
Nicht umgesetzter Wettbewerbsentwurf für die neue Rijsksakademe van beeldende kunsten von Michel de Klerk aus dem Jahre 1917.

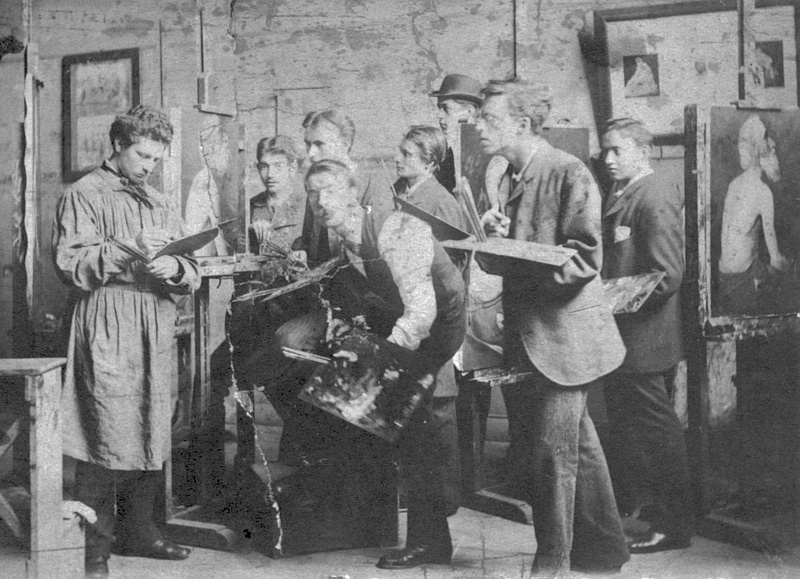
Studenten der Rijksacademie zu Amsterdam um 1882/83.

Die Rijksakademie van beeldende kunsten (deutsch Reichsakademie der Bildenden Künste) ist die 1870 gegründete, niederländische Kunstschule. Sie fördert bildende Künstler durch einen zweijährigen Akademieaufenthalt in Amsterdam.
Darüber hinaus war sie in der Vergangenheit der Ort der neuen Bewegung des Amsterdamer Impressionismus als Teil der internationalen Bewegung des Impressionismus, kunsthistorisch auch als Schule von Allebé bekannt. Von hier gingen wesentliche Impulse für die Bewegung der Moderne aus. Dies war vor allem durch die Öffnung des Lehrbetriebes unter dem im Jahre 1880 neu ernannten Direktors August Allebé erst möglich. Zu den wichtigsten Wegbereitern zählen solche bekannte Namen wie George Hendrik Breitner, Jan Toorop, Piet Mondriaan und Willem Arnoldus Witsen.

## Zur Vorgeschichte von 1718 bis 1869

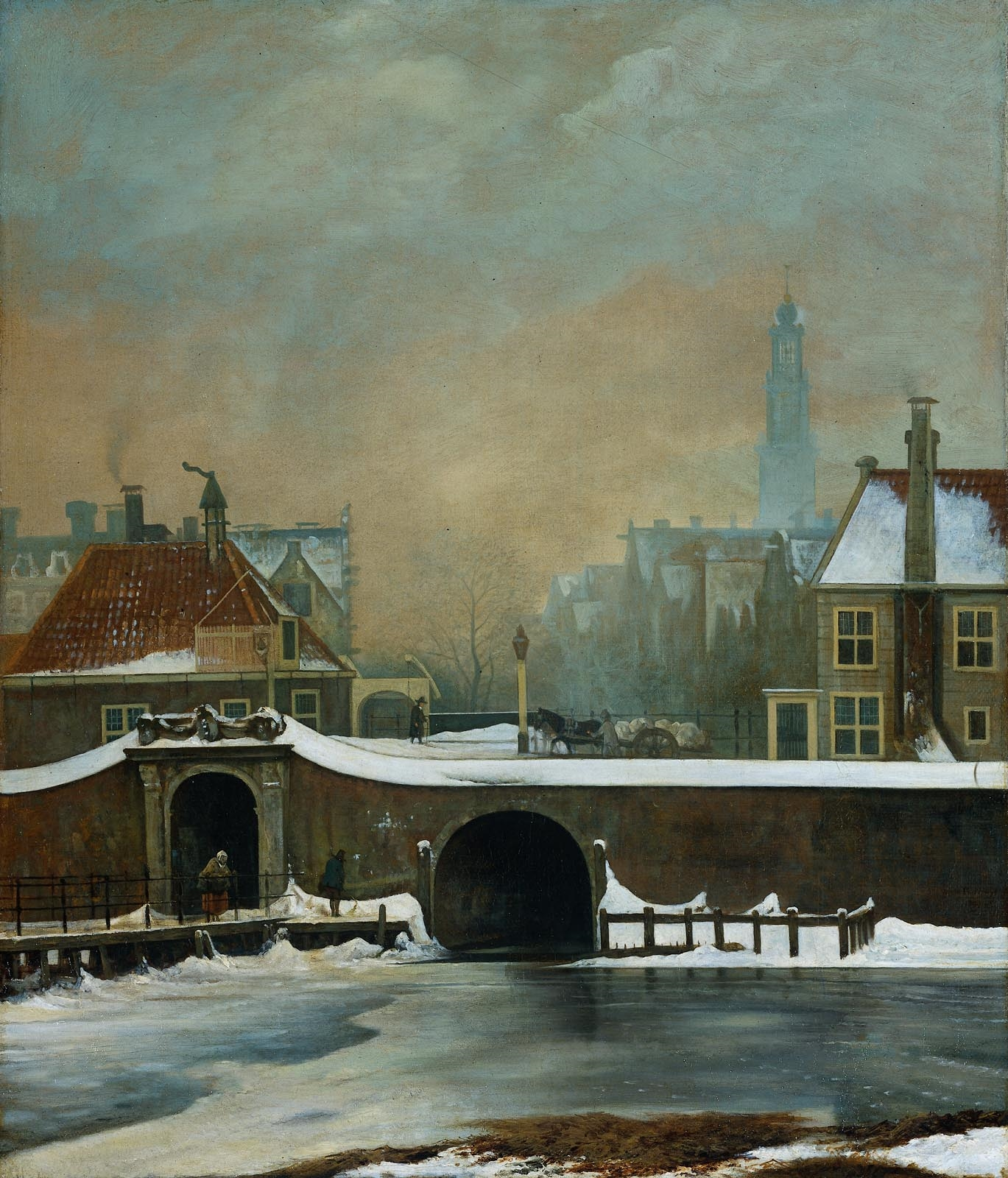
Wouter Johannes van Troostwijk (1809): Het Raampoortje te Amsterdam, Rijksmuseum Amsterdam.

Im Königreich der Niederlande hat es in Amsterdam von 1718 bis 1819 eine städtische Zeichenschule gegeben. Sie ist auch bekannt unter dem Namen Amsterdamse Stads Teekenacademie. Im Jahre 1820 wurde dann die Koninklijke Akademie van Beeldende Kunsten gegründet, welche dann in Fortsetzung dieser Tradition zu sehen ist. Sie pflegte vor allem die Tafelbildmalerei in der Öltechnik. Der Stil im Lehrplan war die historisch gewachsene Landschaftsmalerei in Verbindung mit dem Neoklassizismus. Von 1820 bis 1830 musste diese Lehranstalt sich den Rang mit der Koninklijke Academie van Beeldende Kunsten zu Den Haag zunächst teilen. Im Jahre 1869 wurde sie aufgelöst und neu ausgerichtet, sie trug fortan den Namen Rijksakademie van beeldende kunsten.

## Geschichte der jungen Rijksakademie
Die Rijksakademie van beeldende kunsten will – nach eigenem Verständnis – ein Ort sein, an dem Philosophen, Wissenschaftler und Künstler zusammenkommen, um Wissen und Ideen zu überprüfen und auszutauschen. Sie wurde 1870 von König Wilhelm III. gegründet, um in den Niederlanden durch staatliche Kulturförderung bildenden Künstlern eine Ausbildungsmöglichkeit zu geben. Frühe Schüler waren u. a. George Hendrik Breitner, Isaac Israëls und Willem Witsen, von denen später der Amsterdamer Impressionismus ausgehen sollte. Unter dem Patronat des damaligen Direktor,  August Allebé, wurde die Studentenbewegung „St. Lucas“ (der Schutzpatron der Maler) gründeten, um die künstlerischen Fächer an der Akademie und die kollegialen Beziehungen unter den Studenten zu fördern und zu vertiefen.

## Die Akademie heute

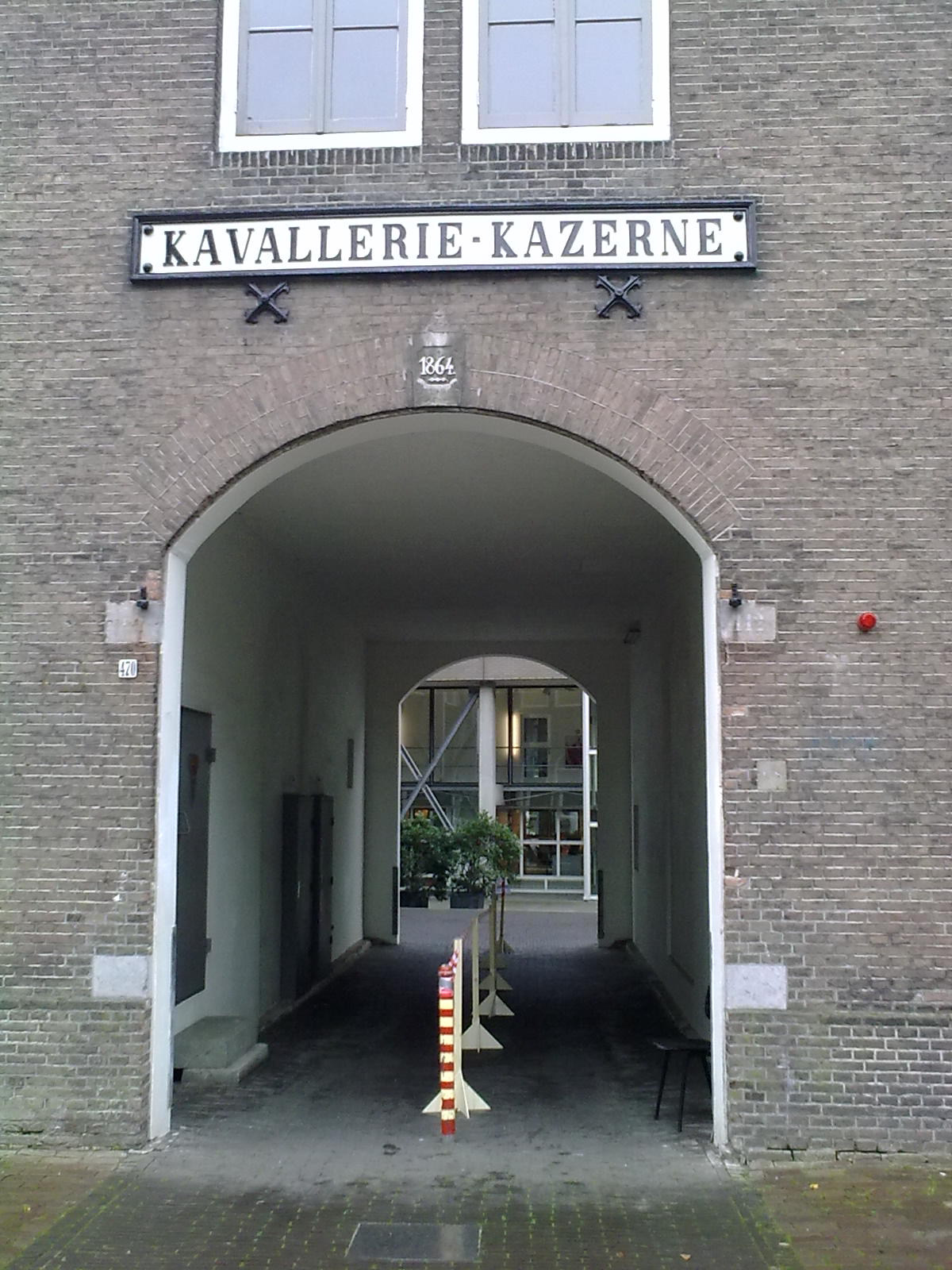
Zugang zur neuen Rijksakademie

1992 zog die staatliche Akademie in eine ehemalige Kavallerie-Kaserne an der Sarphatistraat, die für die aktuelle Funktion grundlegend renoviert und modernisiert wurde.
Im November 1999 wurde sie eine unabhängige Institution, die durch einen Fonds des Ministeriums für Bildung und private Sponsoren finanziert wird. Das Institut bietet auch Werkstätten mit spezialisierten Fachkräften und eine Bibliothek mit dem Schwerpunkt Zeitgenössische Kunst und Kunstgeschichte an.
Eingeladenen Künstlern wird ein Stipendium und ein Atelier angeboten. Jedes Jahr werden etwa zwanzig internationale Stipendiaten eingeladen. Die Zahl der Bewerber lag in den letzten Jahren bei etwa 1200. Weniger als die Hälfte kommen aus den Niederlanden. Berühmte Künstler und Künstlerinnen sowie wichtige Kunstkritiker werden zum regelmäßigen Besuch in die Ateliers der Residenten eingeladen.

## Prix de Rome
Der Preis geht auf die Anregung des 1666 ins Leben gerufen, französischen Prix de Rome zurück und ist – mit 200 Jahren – der älteste und am höchsten dotierte Kunstförderpreis.
Unter dem damaligen König Louis-Napoléon Bonaparte wird seit 1808 ähnlich dem französischen Vorbild der Prix de Rome in dem Königreich der Niederlande ins Leben gerufen. Auch er war bestimmt für junge Nachwuchskünstler und Architekten. Der neue König des Königreichs der Vereinigten Niederlande, Wilhelm I., bestätigte die Fortführung dieser Kunstpolitik. Dies geschah in Verbindung mit der Schaffung der beiden königlichen Akademien, der Koninklijke Akademie van Beeldende Kunsten zu Amsterdam und der Koninklijke Academie van Beeldende Kunsten zu Den Haag. Es sollte bis 1823 dauern, bis dieser Wettbewerb anlaufen konnte.
Im Jahre 1851 erhöhte der damalige Minister Thorbecke das Preisgeld. Im Jahr 1870 wurde die Durchführung an den Direktor der Rijksacademie van beeldende kunsten zu Amsterdam übertragen. Es gab einen 1. und einen 2. Preis, dem Gold- und dem Silber-"eerepenning". Ab 1884 wurde den Gewinner einen Zuschuss von zwölfhundert Dollar gewährt. Über eine Vorauslese wurden vier Kandidaten ausgewählt, die in einem vorgegebenen Zeitrahmen eine Arbeit erstellen mussten. Über eine Ausstellung wurden diese der Öffentlichkeit präsentiert, welche mit der Entscheidung der Jurie einherging.
Im Jahr 1985 erfolgte eine Neugestaltung des Prix de Rome. Das Preisgeld wurde erhöht und es durften mehr Künstler teilnehmen. Auch wurden neue Kategorien hinzugefügt. Ab 2006 wurde er in "Prix de Rome.nl" umbenannt und nur noch in zwei Kategorien vergeben:
- Kategorie 1: Bildende Kunst und
- Kategorie 2: Architektur.[6]

Er wird nur noch in Zyklen ausgelobt mit jeweils einer einjährigen Pause. Es gibt nur noch einen Gewinner und der erste Platz wird mit 40.000 € dotiert verbunden mit einem anschließenden Auslandsaufenthalt. Seit 2013 hat die Rijksakademie die Organisation an den Mondriaan-Fonds abgegeben. Der Prix de Rome wird weiterhin als wichtige Konkurrenz zu den internationalen Preisen angesehen.

## Bekannte Dozenten und Professoren
- Hans Aarsman (1951)

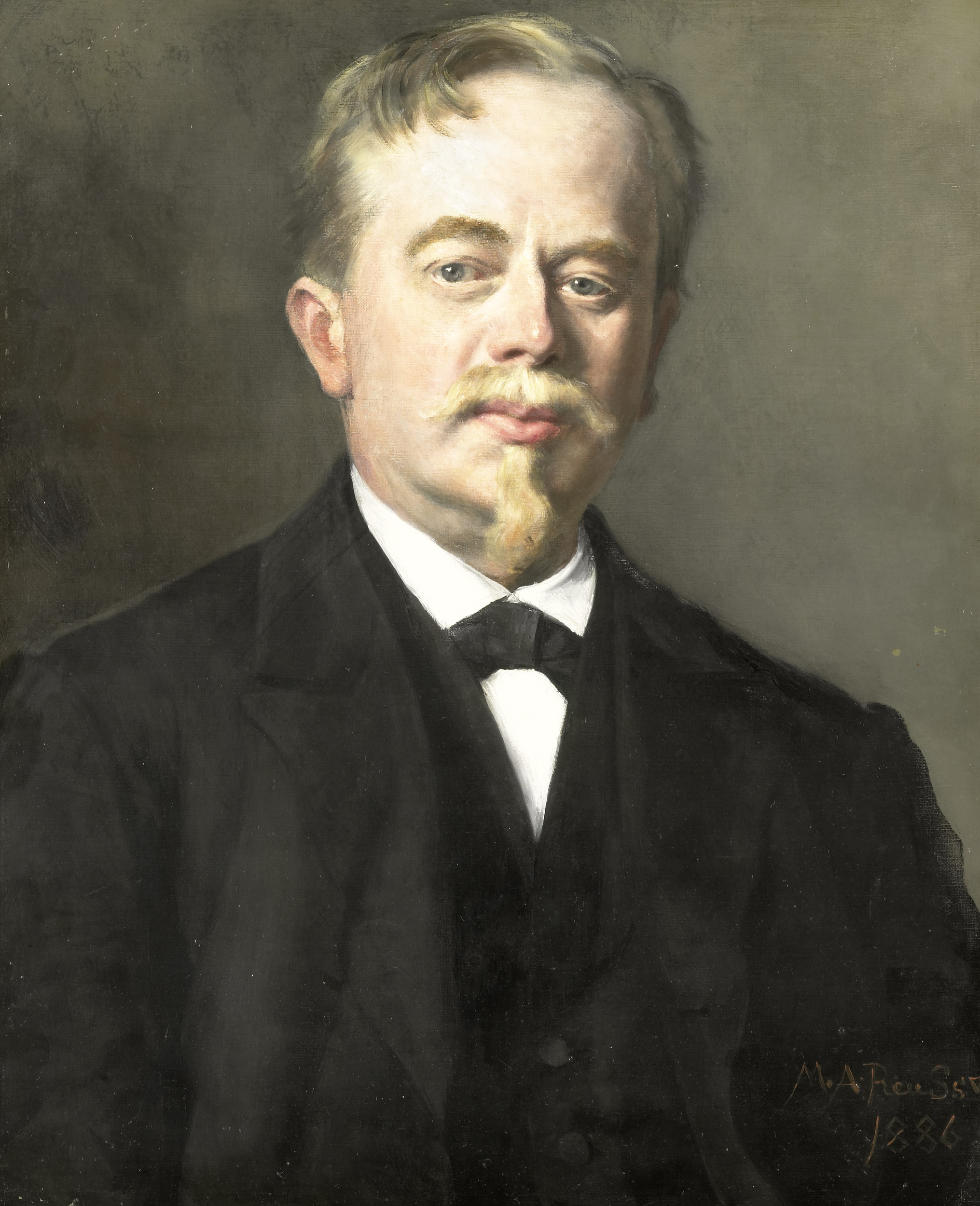
Maria Alexandrina Reuss (1886): Augustus Allebé, Rijksmuseum Amsterdam.

- August Allebé (1838–1927), ab 1870 zunächst Professor und von 1880 bis 1906 Direktor an der Akademie
- Jan Bronner (1881–1972), Professor für die Bildhauerkunst
- Pierre Cuypers (1827–1921)
- Carel Ludewijk Dake (1857–1918)
- Antoon Derkinderen (1859–1925), folgte Allebé bis 1927 als Direktor der Akademie
- Marinus Heijl (1835–1931)
- Richard Roland Holst (1868–1938), zunächst Professor, löste ab 1927 Antoon Derkinderen als Direktor an der Akademie ab
- Johannes Hendricus Jarres, nur Dozent an der Akademie (1875–1946)
- Ferdinand Leenhoff (1841–1914), Professor für die Bildhauerkunst
- Petrus Josephus Lutgers (1808–1874)
- Charles Verlat (1824–1890)
- Nicolaas van der Waay (1855–1936)
- Gerhard Westermann (1880–1971), nur Dozent an der Akademie
- Petrus van Wijnveld (1820–1902), anfangs Professor, ab 1862 Direktor an der Akademie[7]

## Bekannte Schüler
- Lizzy Ansingh  (1875–1959)[8]
- Karel Appel  (1921–2006)
- Piet Arntzenius  (1864–1925)

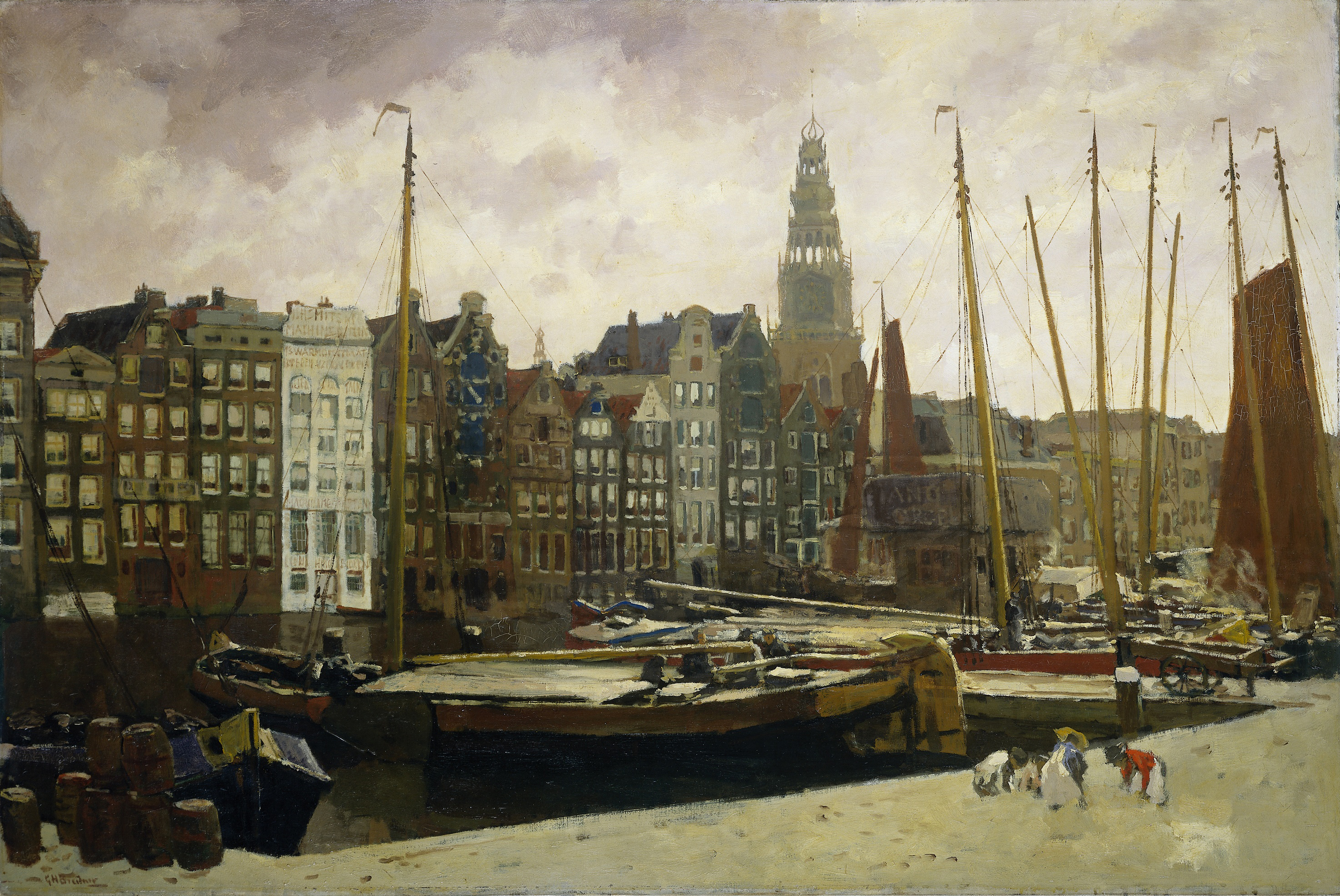
George Hendrik Breitner (1903): - Der Damrak in Amsterdam, Rijksmuseum Amsterdam.

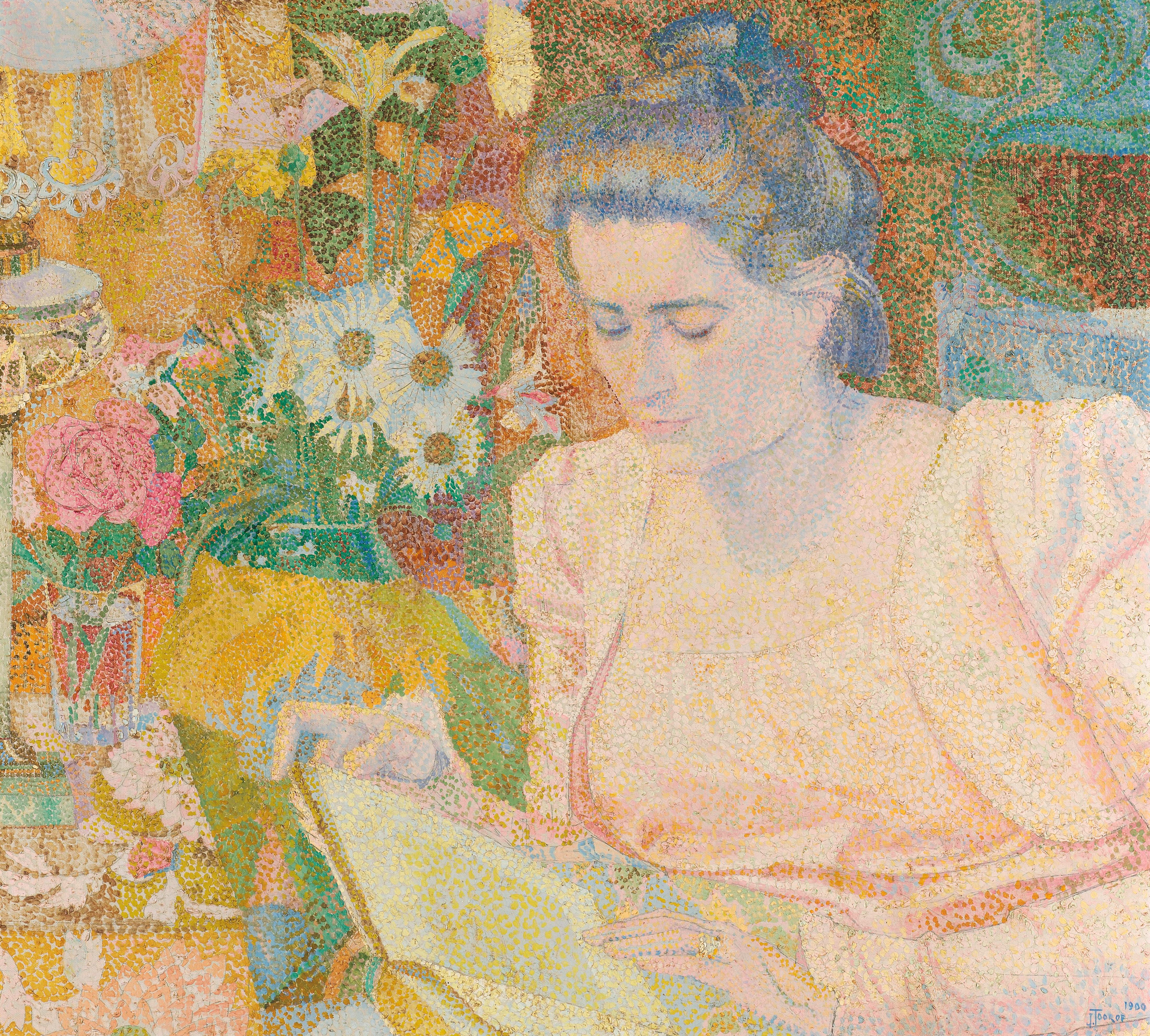
Jan Toorop (1900): Porträt von Marie Jeanette de Lange, Rijksmuseum Amsterdam.

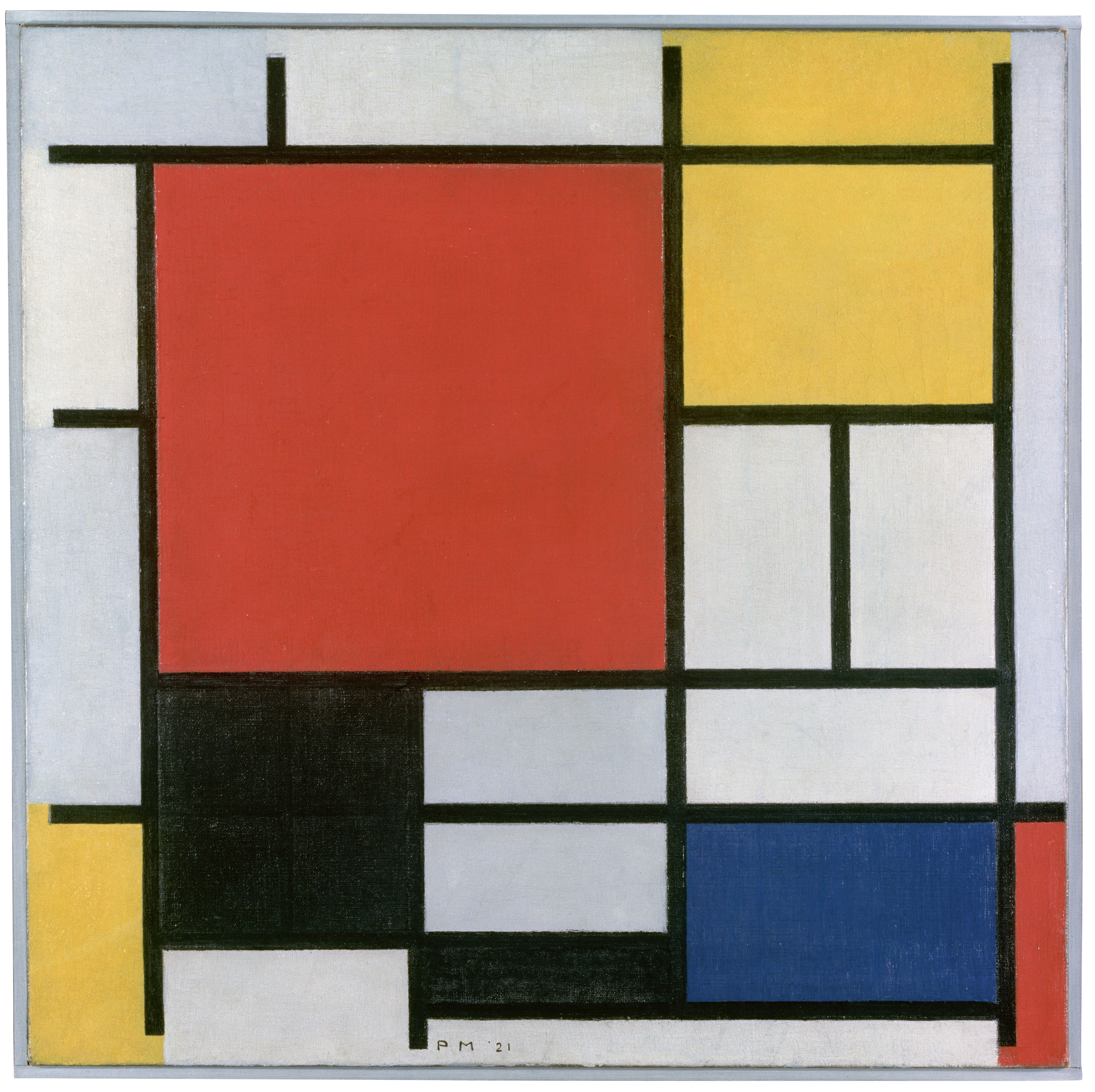
Piet Mondriaan (1921): Komposition mit Rot, Gelb, Blau und Schwarz, Gemeentemuseum Den Haag.

- Unica Bachmann-Calcoen (1904–1986)
- Nicolaas Bastert  (1854–1939)
- Jo Bauer-Stumpff  (1873–1964)[8]
- Tjeerd Bottema  (1884–1978)
- Johan Braakensick  (1858–1940)
- George Hendrik Breitner  (1857–1923)
- Jan Bronner  (1881–1972)[9]
- Cornelius de Bruin  (1870–1940)
- Antoon Derkinderen  (1859–1925)[10]
- Charles Eyck (1897–1983)[11]
- Leo Gestel  (1881–1941)
- Jan F. Geusebroek (1922–2015)
- Arnold Marc Gorter (1866–1933)
- Richard Holst (1868–1938)[12]
- Isaac Israëls (1865–1934)
- Cornelius Jetses (1873–1955)
- Klaas Koster (1885–1969)
- Hendrik Maarten Krabbé (1868–1931)
- Jacobus van Looy (1855–1930)
- Kees Maks (1876–1967)
- Bjarne Melgaard (1967)
- Samuel Jessurun de Mesquita (1868–1944)
- Wally Moes (1856–1918)
- Piet Mondriaan (1872–1944)
- Constant Anton Nieuwenhuys (1920–2005)
- Anthon van Rappard (1858–1892)
- Coba Ritsema (1876–1961)[8]
- Suze Robertson (1855–1922)[8]
- Bojan Šarčević (1974)
- Jan Sluyters (1881–1957)[13]
- Hobbe Smith (1862–1942)
- Willem Bastiaan Tholen (1860–1931)
- Jan Toorop (1858–1928)
- Maurits van der Valk (1857–1935)
- Jan Veth (1864–1925)
- Nicolaas van der Waay (1855–1936)
- Gerhard Westermann (1880–1971)
- Petrus Theodorus van Wijngaerdt (1873–1964)
- Jan Hillebrand Wijsmuller  (1855–1925)
- Ernst Witkamp (1854–1897)
- Willem Witsen (1860–1923)
- Hans van Houwelingen (1957)

## Bibliographien
- Bionda, Richard und Blotkamp (1990): The Dutch Age of Painting – Van Gogh 1880–1895, catalogue,  Uitgeverij Wanders bv, Zwolle, ISBN 90 6630 128 7.
- Hammacher, A.W. (1946): Amsterdamsche Impressionisten en hun Kring, Amsterdam, J.M. Meulenhoff
- Loos, Wiepke und van Serooskerken, Carpel van Tuyll (1988): Waarde Heer Allebé – Leven en werk van August Allebé (1838-1927), Wanders, ISBN 9-0663-0124-4.
- Muller, Sheila D. (2013): Dutch Art – An Encyclopedia, Routledge, ISBN 1-1354-9574-2
- Bley, Britta (2004): Vom Staat zur Nation: zur Rolle der Kunst bei der Herausbildung eines niederländischen Nationalbewusstseins im langen 19. Jahrhundert. LIT Verlag, Berlin-Hamburg-Münster 2004, ISBN 978-3-8258-7902-0.
- Bock, Manfred; Johannisse, Sigrid und Stissi, Vladimir (1997): Michel de Klerk : architect and artist of the Amsterdam School, 1884–1923, Rotterdam: NAI Publishers, ISBN 90-5662-047-9.
- Broude, Norma (1990): Impressionismus – Eine internationale Bewegung 1860-1920, DuMont Buchverlag zu Köln, ISBN 3-7701-2601-7.
- Jenny Reynaerts (2008): Der weite Blick – Landschaften der Haager Schule aus dem Rijksmuseum, Ausstellungskatalog, Hatje Cantz, Ostfildern, ISBN 978-3-7757-2270-4.
- Moes, Wally (1913): Gooische dorpsvertellingen, Scheltema & Holkema’s Boekhandel (K. Groesbeek & Paul Nijhoff), Amsterdam.
- Renske Suyver (2011): A Reflection of Holland – the Best of the Hague School in the Rijksmuseum, Rijksmuseum Amsterdam,  ISBN 9086890482.
- John Sillevis, Hans Kraan, Roland Dorn (1987): Die Haager Schule – Meisterwerke der holländischen Malerei des 19. Jahrhunderts aus Haags Gemeentemuseum, Ausstellungskatalog, Ed. Braus, Heidelberg, ISBN 3-925835-08-3.
- Ronald de Leeuw, John Sillevis, Charles Dumas (Hrsg.) (1983): The Hague school – Dutch masters of the 19th century, Ausstellungskatalog, Gemeentemuseum, Den Haag, Weidenfeld & Nicolson, London, ISBN 0-297 78069 7.
- Anna Wagner (1972): Die Haager Schule – Holländische Maler vor hundert Jahren. Rheinisches Landesmuseum Bonn, ISBN 3 79270142 1.